# هانس جورج أندرسن
هانس جورج أندرسن هو دبلوماسي آيسلندي، ولد في 12 مايو 1919 في وينيبيغ في كندا، وتوفي في 25 أبريل 1994.